# Alföld
L’Alföld (« terre basse », en hongrois Alföld), en allemand Große Ungarische Tiefebene, en slovaque Veľká dunajská kotlina, en roumain Câmpia Tisei, en serbe Panonska nizija et en croate Velika mađarska nizina, est une plaine partagée entre la partie orientale et méridionale de la Hongrie, le sud de la Slovaquie, l'ouest de la Roumanie, le nord de Croatie et de la Serbie, et le sud-ouest de l'oblast de Transcarpatie en Ukraine. La partie hongroise est de loin la plus vaste, et englobe 60 % de ce pays, d'où son nom de grande plaine hongroise.
Elle correspond d'un point de vue géologique à un bassin sédimentaire. Elle est traversée par la Tisza et le Danube. Ses limites sont les Carpates slovaques et roumaines au nord et à l'est, le massif de Transdanubie et les Alpes dinariques au sud-ouest, et à peu près la Save au sud.
En 1850, elle n'était encore qu'un vaste marécage, dernier avatar du « lac Pannonien », faiblement peuplé, nommé Puszta (qui vient du terme slave Pustynia ou Пустыня : « désert ») et réservé à l'élevage pastoral extensif (voir « csikós », « csordás » et « juhász »). Drainé à partir du XVIIIe siècle, l’Alföld est de nos jours principalement recouvert de champs cultivés : son climat lui permet d'être une région propice à la culture du maïs, du tournesol, de la pastèque, de l'arboriculture et de la vigne.
Les villes principales de l’Alföld sont, en Hongrie : Szeged, Debrecen et Kecskemét, en Roumanie : Oradea, Arad et Timișoara, et en Serbie : Subotica.
L’Alföld donne son nom à la super-région statistique de Grande Plaine et Nord ainsi qu'aux régions statistiques et de planification de Grande Plaine septentrionale et de Grande Plaine méridionale. Il est aussi appelé Grand Alföld par distinction du Petit Alföld et du bassin de Vienne avec lesquels il forme la plaine de Pannonie.